# Elektrownia jądrowa Brokdorf
Elektrownia jądrowa Brokdorf (niem. Kernkraftwerk Brokdorf, w skrócie KBR) – elektrownia atomowa w Niemczech w kraju związkowym Szlezwik-Holsztyn w powiecie Steinburg w gminie Brokdorf. Należy do niemieckich spółek energetycznych PreussenElektra i Vattenfall, jej operatorem jest natomiast koncern E.ON. Jej włączenie do sieci miało miejsce w 1986 r., a całkowite wyłączenie planowane jest na 2021 r.

## Historia
Budowa elektrowni jądrowej u ujścia Łaby rozpoczęła się na przełomie lat 1975 i 1976. W listopadzie 1976 r. rozpoczęły się protesty przeciwko powstaniu elektrowni jądrowej, w związku z którymi jeszcze w 1976 r. podjęto decyzję o zaprzestaniu prac. Pod koniec 1980 r. ponownie powrócono do projektu i zadecydowano o wznowieniu budowy. W okolicznych miejscowościach odbyły się masowe protesty przeciwko kontynuacji projektu, co poskutkowało wydaniem w 1981 r. przez władze powiatu Steinburg zakazu protestów przeciwko elektrowni. 28 lutego 1981 r. w Wilstermarsch odbyła się nielegalna demonstracja, w której wzięło udział 100 tys. osób. Była to największa do tej pory demonstracja antynuklearna w Niemczech. Do stłumienia protestu oddelegowano 10 tys. policjantów, a w zamieszkach rannych zostało ok. 250 osób, w tym 128 policjantów. Wkrótce Federalny Trybunał Konstytucyjny wydał wyrok, w którym stwierdził, że zakaz protestów wydany przez władze samorządowe był niekonstytucyjny. Pomimo protestów wiosną 1981 r. wznowiono budowę reaktora. 
Po katastrofie w Czarnobylu w 1986 r. w Niemczech odbyły się dwie masowe demonstracje: jedna przeciwko budowie zakładu przetwórstwa paliwa jądrowego w Wackersdorf, a druga przeciwko budowie elektrowni Brokdorf. Obie zostały zakazane, mimo to tysiące ludzi protestowało na ulicach Hamburga. Wystąpienia zostały stłumione siłą przez policję. Pomimo to 8 października 1986 r. uruchomiono elektrownię jądrową Brokdorf jako pierwszą na świecie po katastrofie w Czarnobylu. 
Jesienią 2010 r. Bundestag postanowił zgodnie z planem odchodzenia Niemiec od energetyki atomowej, że wyłączenie elektrowni Brokdorf ma nastąpić do 2036 r. Po katastrofie elektrowni atomowej w Fukishimie w 2011 r. zmieniono tę datę na 2021 r. Zgodnie z planem elektrownia została wyłączona 31 grudnia 2021 roku.

## Dane techniczne
- Typ reaktora: wodny ciśnieniowy;
- Moc netto: 1410 MW;
- Moc brutto: 1480 MW;
- Moc termiczna: 3900 MW;
- Paliwo: UO2/MOX;
- Chłodziwo: woda;
- Rozpoczęcie budowy: styczeń 1976;
- Włączenie do sieci: październik 1986;
- Rozpoczęcie działalności komercyjnej: grudzień 1986;
- Trwałe wyłączenie: 31 grudnia 2021.

Źródło:
Napięcie na wyjściu z elektrowni wynosi 380 kV. Odbiór energii elektrycznej następuje do sieci zarządzanej przez Tennet TSO.